# Кузьминки (станція метро)
«Кузьминки» (рос. Кузьминки) — станція Тагансько-Краснопресненської лінії Московського метрополітену. Розташована між станціями «Текстильщики» та «Рязанський проспект» На території однойменного району.
Станція відкрита 31 грудня 1966 у складі дільниці «Вихіно» — «Таганська» (Жданівський радіус). Названа за московським районом Кузьминки, на території якого розташована.

## Вестибюлі
Станція має два підземні вестибюлі, прямуючі в підземні переходи під Волгоградським проспектом : Перший веде на Волгоградський проспект і Зеленодольську вулицю; другий веде на Волгоградський проспект, вулиці Маршала Чуйкова і Жигулевську.

## Технічна характеристика
Конструкція станції — колонна трипрогінна станція мілкого закладення (глибина закладення — 8 метрів). На платформі розташовано два ряди залізобетонних колон (по 40 штук в кожному ряду, крок — 4 метри), проліт між рядами зменшений. Код станції — 112. У березні 2002 року пасажиропотік по входу становив 116 100 осіб на добу. Станція є однією з найзавантаженіших у Московському метрополітені, в ранкові години пік кожні 10 хвилин на станцію пускають з депо порожні потяги, які проїжджають станції «Рязанський проспект» і «Вихіно» без зупинок. Це зроблено з метою трохи розвантажити станцію.

## Колійний розвиток
Станція без колійного розвитку.

## Оздоблення
Колони станції оздоблені білим мармуром, а підлога викладена сірим і червоним гранітом. Колійні стіни оздоблені алюмінієвим сайдингом. Стіни прикрашені литими барельєфами із зображеннями лісових тварин, виконаними художником Г. Г. Дервізу. До ремонту, що закінчився в 2008 році колійні стіни були оздоблені кремовою і червоно-коричневою глазурованою керамічною плиткою. Під час цього ремонту також були відреставровані барельєфи.

## Пересадки
- Автобуси: м79, 115, 143, 159, 334, 429, 443, 471, 491, 551, 551к, 569, 655, 658, 713, c799, Вч, Вк, т74, н5; 
  - обласні: 517к, 558к, 595к, 979, 1211к, 1216к, 1266к

## Ресурси Інтернету
- «Кузьминки» на офіційному сайті Московського метрополітену(рос.)
- «Кузьминки» на сайті Артемія Лебєдєва metro.ru [Архівовано 11 листопада 2013 у Wayback Machine.](рос.)
- «Кузьминки» до и після заміни оздоблення [Архівовано 17 жовтня 2013 у Wayback Machine.](рос.)
- «Проблемні» станції Московського метрополітену(рос.)

55°42′19″ пн. ш. 37°45′56″ сх. д. / 55.70528° пн. ш. 37.76556° сх. д.
| Попередня станція | Лінія | Лінія                             | Лінія | Наступна станція    |
| ----------------- | ----- | --------------------------------- | ----- | ------------------- |
| Текстильщики      |       | Тагансько-Краснопресненська лінія |       | Рязанський проспект |